# Zorita de la Frontera
Zorita de la Frontera is een gemeente in de Spaanse provincie Salamanca in de regio Castilië en León met een oppervlakte van 32,13 km². Zorita de la Frontera telt 183 inwoners (1 januari 2016).

## Demografische ontwikkeling
Bron: INE, 1857-2011: volkstellingen